# Juhász Pál (közgazdász)
Juhász Pál (Debrecen, 1944. február 20.) közgazdász, agrárszociológus.

## Szakmai, politikai tevékenysége
1962-65 között az ELTE Természettudományi Kar (ELTE TTK) matematika-filozófia szakára járt, majd 1965-től a Marx Károly Közgazdasági Egyetemre, ahol 1969-ben végzett elméleti-tervezési szakon. 1971-től az ELTE Bölcsészettudományi Kar (ELTE BTK) hároméves történelem kiegészítő szakát is elvégezte. 1969-től mint okleveles közgazdász és faluszociológus a Szövetkezeti Kutató Intézetben kapott állást, 1987-ig agrár- és faluszociológiai vizsgálatokat vezetett. 1988-tól két évig a Pénzügykutató Rt. tudományos főmunkatársa.
Az 1970-es években több tanulmányt írt az agrárgazdaság vállalatrendszere, az „első, második és harmadik gazdaság”, illetve a falusi társadalom rétegződése témaköreiből.
A hatvanas évek derekán az ELTE-n megismerkedett az akkori filozófushallgatókkal – így Kis Jánossal, Zsille Zoltánnal, Ludassy Máriával - és velük marxológiai és szociológiai önképzőkört szervezett. 1968-ban, Csehszlovákia megszállása idején szembefordult az MSZMP-vel. Álnéven publikált a Beszélőben. Több száz előadást tartott falukutató táborokban, szamizdatot terjesztett. 1982-től dokumentumfilmeket készített a hagyományos parasztság pusztulásáról és az új keletű vállalkozók helyzetéről.
1987-ben a Magyar Közgazdasági Társaság gazdaságszociológiai osztályának elnökévé választották. 1988. májusban a Szabad Kezdeményezések Hálózatának vezetői közé került. 1988-tól a Szabad Demokraták Szövetségének az ügyvivője lett.
Az 1990-es választásokon az SZDSZ területi listájáról bekerült a parlamentbe. 1992-ben az Országgyűlés gazdasági állandó bizottságának a tagja volt. 1991-92 az SZDSZ Országos Tanácsa elnöke volt. 1994-ben újra területi listán került a Parlamentbe, számos bizottságban tevékenykedett.

## Elismerései
- 1990 – Eötvös József-emlékszobor az Antall-kormány belügyminiszterétől
- 2004 – Magyar Köztársasági Érdemrend tiszti keresztje

## Tudományos publikációi
Tudományos publikációi főleg az agrárgazdaság témakörében készültek.
- Emberek és intézmények. Két zsákutca az agráriumban; bibliogr. Nagy Petra; ÚMK–Jelenkutató Alapítvány, Bp., 2006 (Terepmunkák)
- „Történelemformáló ostobaság a magyar agrárkérdésben” címmel tanulmányt írt a Magyar Bálint által szerkesztett, 2013 őszén megjelent Magyar polip című kötetbe.
- A Magyar polip 2. című kötetbe Politika és versenyképesség a magyar agrárgazdaságban címmel írt tanulmányt.